# Louis de Bouvignes

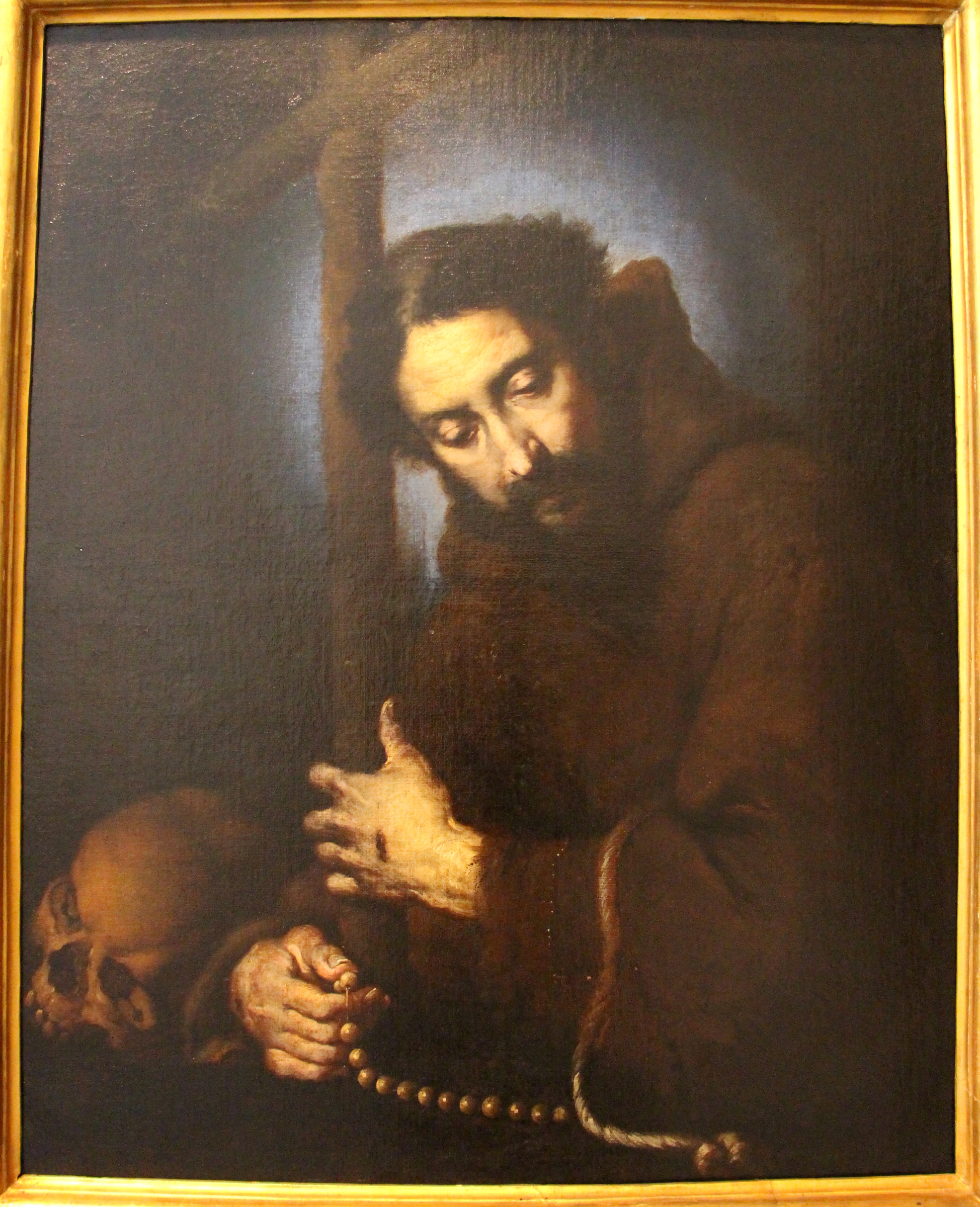
Une spiritualité franciscaine au XVIIe siècle : le peintre capucin Bernardo Strozzi

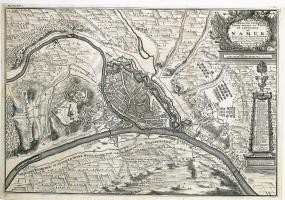
Plan de Namur en 1695

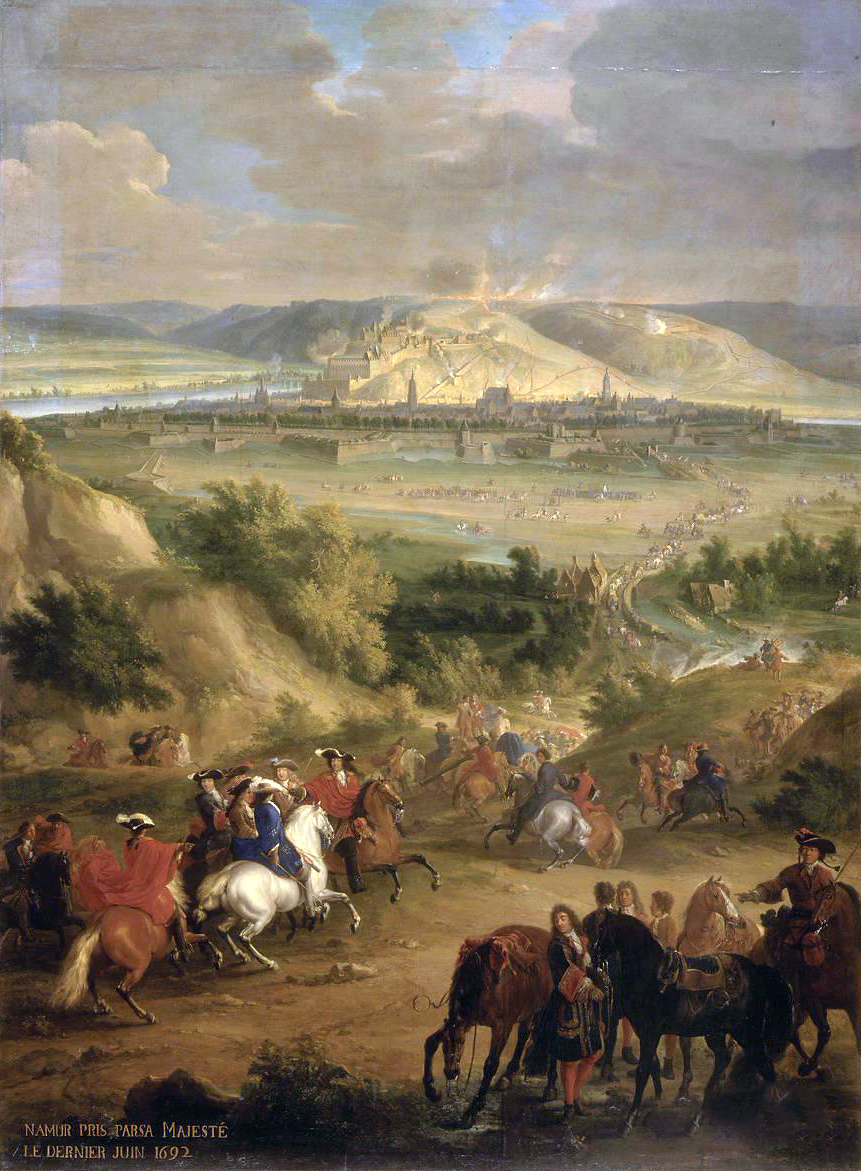
Siège de Namur par Louis XIV en 1692

Louis de Bouvignes (né Louis Bouille), né vers 1630 à Bouvignes et décédé le 24 janvier 1701 à Namur (Belgique), est un prêtre capucin wallon, qui a laissé quelques ouvrages parénétiques, reflet de la prédication de son Ordre, en Belgique et dans le Nord de la France, au cours de la deuxième moitié du XVIIe siècle.

## Biographie
Né à Bouvignes, alors dans le comté de Namur, Louis Bouille est entré chez les Capucins de la province wallonne en 1648 ou 1649, comme ses deux frères, David et Angelin. Ordonné prêtre vers 1655, il est officiellement chargé de la prédication, un ministère qu'il exercera avec zèle, notamment à Lille et à Verdun. Plusieurs fois gardien (c.à.d.: supérieur du couvent), entre autres à Mons, il est nommé définiteur de la province entre 1677 et 1682, 1689 et 1692, 1697 et 1700. Avant de mourir à Namur, le 24 janvier 1701, il aura également été élu provincial à deux reprises: de 1682 à 1686, et de 1692 à 1695. Dans cette charge, il a œuvré au maintien de l'unité de la province dite Franco-belge, face aux velléités d'indépendance des capucins de la principauté de Liège, qui cherchaient à se séparer de leurs confrères des Pays-Bas méridionaux.

## Écrits
Outre trois volumes de sermons, Louis de Bouvignes a publié quatre ouvrages de catéchèse pour adultes. 
- Le Miroir de l'âme contient essentiellement des exhortations morales sur le respect des commandements divins, suivies de questions relevant de la casuistique (la resolution de 'cas de conscience') et de la controverse (par ex.: quelle attitude adopter avec les hérétiques?). Ce sont deux types de préoccupation caractéristiques de la Contre-Réforme.
- Le Miroir de la vanité des femmes mondaines traite de la coquetterie féminine et jette le blâme sur ce travers, qui (à l'âge baroque) fait le jeu de l'amour-propre, en détournant de l'indispensable recherche du salut personnel et de la gloire de Dieu.
- Le Miroir de l'âme religieuse est passé de deux cent trente-six à six cent quatre-vingts pages au fur et à mesure de ses rééditions, entre 1690 et 1696. Il s'agissait au départ d'un manuel de piété, suivi d'un guide spirituel pour les jeunes religieux, mais, par la suite, l'auteur ajoutera des conseils techniques pour les prédications et les confessions, deux activités pastorales fortement encouragées par le Concile de Trente, ainsi que des méditations sur la Passion du Christ, les fins dernières et le Purgatoire.
- Le Catéchisme des adultes porte en sous-titre abrégé des devoirs du chrétien, car il expose ce que ce dernier doit savoir, aimer, espérer, craindre, éviter, faire et demander pour être sauvé. Marquée par un souci sotériologique, la volonté manifeste d'encadrer la vie chrétienne s'accompagne d'une insistance sur la prière mentale, définie comme une effusion du cœur dans la présence de Dieu[2].

En conclusion, le XVIIe siècle des capucins wallons avait débuté, vers 1630, dans l'effusion mystique d'un Constantin de Barbanson; trente ans plus tard, chez Chrysostome Libote, la spiritualité semblait déjà marquer le pas; mais à l'aube du siècle des Lumières, l'enseignement de Louis de Bouvignes tend à se réduire aux proportions d'un moralisme pastoral, particulièrement sous l'effet des débats entourant le quiétisme, qui ont entraîné, en 1689, une condamnation de l'œuvre du capucin Canfield et de ses disciples.

### Écrits
- Miroir de l'âme chrétienne (3 volumes, Namur, 1673, 1693)
- Miroir de la vanité des femmes mondaines (Namur, 1675, 1684, 1696)
- Miroir de l'âme religieuse (Namur, 1690, 1691, 1693, 1696)
- Catéchisme des adultes ou abrégé des devoirs du chrétien (Namur, 1700)
- 3 volumes de sermons (Namur, 1676)

### Étude(s)
- J.-P. Tytgat, Louis de Bouvignes, in Dictionnaire de spiritualité ascétique et mystique, tome IX, Paris, Beauchesne, 1976, p. 1039-1040.